# Pimus hesperellus
Pimus hesperellus là một loài nhện trong họ Amaurobiidae.
Loài này thuộc chi Pimus. Pimus hesperellus được Ralph Vary Chamberlin miêu tả năm 1947.